# Michał Serwacy Wiśniowiecki
Michał Serwacy Wiśniowiecki (13 mai 1680–18 septembre 1744), prince de la famille Wiśniowiecki, hetman de Lituanie (1702–1703 et 1707–1709), grand hetman (1703–1707, 1710–1713 et 1735), castellan de Vilnius (1703), grand chancelier de Lituanie (1720), voïvode de Vilnius (1735).

## Biographie
Michał Serwacy Wiśniowiecki est le fils de Konstanty Wiśniowiecki, voïvode de Bracław et Bełz et de Anna Chodorowska. Son père décède en août 1686, alors qu'il n'a que six ans. Avec ses frères, il est élevé par son beau-père Jean Carol Dolski. Michał étudie au collège des Jésuites à Lviv, où il reçoit son diplôme en 1695. À la mort de son beau-père, la mère de Wiśniowiecki, qui souhaite garder la propriété et la richesse de son défunt mari, arrange le mariage de Michał avec Katarzyna Dolska, de la fille de Jan Karol Dolski, alors âgé de 15 ans. Le mariage a eu lieu sans aucune publicité, pour faire taire les protestations de la famille Dolski.
Peu de temps après le mariage, Michał quitte la Pologne et sa femme pour voyager à l'étranger. Il passe une année à l'académie militaire de Paris. Il rentre en 1697 pour prendre part à la nouvelle élection royale et soutenir la candidature de Frédéric-Auguste de Saxe, futur Auguste II, roi de Pologne. Dans le même temps, un conflit éclate entre Michał et sa mère à propos de l'ancienne richesse de son beau-père. Finalement, ce sont Michał et son frère Janusz qui héritent de la fortune de Dolski.
La carrière politique de Michał Wiśniowiecki commence à la veille de la guerre civile lituanienne en 1700, alors qu'il prend la tête de l'opposition contre le clan Sapieha qu'il vainc à la bataille d'Olkieniki (en). Le palais de Roujany, demeure des Sapieha est réduit en cendres.
Après être devenu président du Parlement de Lublin, en 1702, l'assemblée des nobles le nomme hetman de Lituanie et un an plus tard, grand hetman et castellan de Vilnius. Tout au long de cette période de guerre civile, Wiśniowiecki est un fervent partisan d'Auguste II. Ce n'est qu'après l'abdication de celui-ci en 1707, qu'il se met à soutenir le nouveau roi Stanislas Leszczynski. Il est cependant forcé de rendre le titre d'hetman et la province de Vilnius.
Michał Wiśniowiecki participe à la grande guerre du Nord. Après la défaite à la bataille de Poltava, il refuse de renoncer à ses biens comme le lui impose l'occupant russe. Il est immédiatement emprisonné, le 8 septembre 1709. Malgré l'intercession de nombreuses personnes, y compris le roi Auguste II lui-même, le tsar Pierre le Grand refuse de libérer ce prince qu'il considère comme un traître et un menteur. Après une année, Michał parvient à s'évader, mais il ne peut retourner en Lituanie, toujours occupée par les troupes russes.
Après plusieurs années à essayer de restaurer la famille Leszczyński sur le trône de Pologne et après bien des négociations avec Auguste II, Wiśniowiecki rentre en Pologne, au printemps 1716. Il doit cependant renoncer à ses anciens postes qui sont occupés par partisans et fidèles amis du roi. Ce n'est qu'en 1720 que le poste de chancelier de Lituanie devient vacant. Après quelques hésitations, le roi fini par le lui accorder ainsi que l'ordre de l'Aigle Blanc. Après la mort de Ludwik Pociej, grand hetman de Lituanie, Michał tente de prendre la place vacante, mais le roi refuse de lui faire confiance et Wiśniowiecki doit se contenter du titre de Regimentarz. Dans la pratique, cela signifie qu'en l'absence de l'hetman, c'est quand même lui qui à pleine autorité sur l'armée de Lituanie.
Après la mort du tsar Pierre Ier, Wiśniowiecki améliore ses relations avec la Russie. Au cours de l'élection royale de 1733, il soutient la candidature d'Auguste III. C'est Stanislas Leszczynski qui est élu, mais la tsarine Anna Ivanova envoie une armée de 20 000 hommes pour le chasser au profit d'Auguste III. Michał Wiśniowiecki est un des rares magnats à assister au couronnement du roi dans la cathédrale du Wawel à Cracovie. En remerciement de ses services, Auguste III lui redonne le titre d'hetman, en 1735. Il reçoit également de nombreux comtés, villes et villages. Vers la fin de sa vie Wiśniowiecki est devenu l'un des magnats les plus puissants du grand-duché de Lituanie et de la république des Deux Nations.
Il meurt à Merecz le 16 septembre 1744. Sa troisième épouse, Tekla Radziwiłł (pl) organise un enterrement extravagant et somptueux qui dure près de trois jours.

## Mariages et descendance
En 1721, Michał Serwacy Wiśniowiecki épouse Katarzyna Dolska, fille du grand maréchal de Lituanie Jean Carol Dolski. Ils ont deux enfants :
- Anna Wiśniowiecka (1700-1732), épouse de Joseph Trotsky Oginski (lt)
- Katarzyna Wiśniowiecka (1701-1770), épouse de Michał Zdzisław Zamoyski (en)

En 1725, il épouse ensuite Maria Magdalena Czartoryska, fille du prince Józef Czartoryski
En 1730, il épouse enfin Tekla Róża Radziwiłł (pl), fille du grand chancelier de Lituanie Charles Stanisław Radziwiłł

## Sources
- Notices d'autorité :   - VIAF
  - ISNI
  - GND
  - Pologne
  - NUKAT

- (en) Cet article est partiellement ou en totalité issu de l’article de Wikipédia en anglais intitulé « Michał Serwacy Wiśniowiecki » (voir la liste des auteurs).

- (pl) Cet article est partiellement ou en totalité issu de l’article de Wikipédia en polonais intitulé « Michał Serwacy Wiśniowiecki » (voir la liste des auteurs).